# أمناء المكتبات في الثقافات الشعبية
عادة ما تكون الصور النمطية للأمناء المكتبات في الثقافة الشعبية سلبية؛ حيث يتم تصوير أمناء المكتبات بالشخصية المتزمتة والمعاقبة وعلى أنها غير جذابة وانطوائية إذا كانت أنثى، أو خجول ومخنث إذا كان ذكر. مثل هذه الصور النمطية الخاطئة من المحتمل أن يكون لها تأثير سلبي على جاذبية أمانة المكتبة كمهنة للشباب.

## الأدب الشعبي
يعرض أدب الأطفال عادةً تصويراً إيجابياً لأمين المكتبة كشخص مُطلع ومتعاون ولطيف، وأصبحت هذه الصورة أكثر إيجابية على مدى القرن العشرين. غير أن أدب البالغين يصوّر المهنة بسلبية أكثر فهو يعطيه وصفاً ما بين المحايد للسلبي. وأمناء المكتبة هنا هم في الغالب إناث، ومتوسطين العمر، وعادةً غير جذابات، وغالباً غير متزوجات. شخصية أمين المكتبة في الأدب مزيج من السِمات الإيجابية كالذكاء واللطافة وطيبة القلب، والسمات السلبية كالصرامة والخجل وغرابة الأطوار والدقة المفرطة. وفي حين أن بعضهم يقدمون المساعدة إلى الشخصية الرئيسية، إلا أن الكثير منهم يُصَوَرون كأشرار في القصة. إن مهمة أمناء المكتبات عادة ما تشمل إعطاء المراجع، وأحيانا تقتصر على مهام الكتابة والنسخ، ولكنها تطورت مع الوقت، وبدأ استخدام وسائل التقنية الحديثة.
إن عدداً غير متكافئ بين أمناء المكتبات الممثلين في الروايات نجدهم في أدب الروايات البوليسية، وعادة يظهرون كأبطال ومحققين. ورغم أن التصوّر النمطي لأمناء المكتبات كأشخاص سلبيين ومملّين لا يتناسب مع حدة الروايات الغامضة، إلا ان أمين المكتبة النمطي قد يشارك المحقق الناجح بعض الخصائل وعقلياتهم مركزّة، وهادئة، وغير متحيزة في اعتبار وجهات النظر، ومركزّة أيضاً على العالم من حولهم. أما بالنسبة لشخصياتهم فهم غريبو الأطوار ودءوبون في سعيهم نحو الكمال. إن مسحة الرتابة التي تميز منظر أمين المكتبة النمطي والاعتقاد بأنه شخص غير مضر أسهمت في تجنيبه الشكوك، بينما ساعدت مهارة البحث عنده وقدرته على وضع الأسئلة المناسبة على تحصيل وتقييم المعلومة الضرورية لحل القضية. وثقافتهم التي اكتسبوها من القراءة الهائلة تتنافس وبنجاح مع الخبرة الشخصية لمحققٍ أو باحثٍ خاص. مثال، (جاكلين كيربي) في رواية (المذنب السابع) سنة (1972) رواية غامضة كتبتها (اليزابيث بيتر) بناءً على وعيها بما كان يدور حولها. أعطت أمينة المكتبة الشكل النمطي لكعكة الشعر، والنظارات، والثياب العملية مع وجود محفظة نقود كبيرة شاذة، هادئة وحاذقة، مطلعة في مختلف المجالات، وماهرة في البحث.
مقالات أمناء المكتبة في الثقافة الشعبية قد شرحت:
- رواية (نيل ستيفنسون), (تحطم الثلج) تعرض الاندماج التجاري الذي حصل بين وكالة المخابرات المركزية ومكتبة الكونجرس. إلى جانب أمين المكتبة الافتراضي الذي يُساعد الشخصية الرئيسية. وتُثير تساؤلات حول دور أمين المكتبة في تزايد المعلومات الغنية في العالم.
- (لايرل) الشخصية المسماة باسم رواية (جارث نك) عام (2001) هي مُساعدة أمين مكتبة، فضولية بشأن المكتبة التي تعمل بها مما يقودها إلى مشاكل أنقذتها منها مهارة البحث. مدير المكتبة مُخيف والمكتبة بحد ذاتها مكان خطر.
- في مسلسل (سُن). والدتها (كارين) هي أمينة مكتبة لا تحب الكتب الهزلية، كإشارة لمناقشات الكتب الهزلية في العقود السابقة.

## الفيلم
وفقًا لآن سيدل مخرجة الفيلم الوثائقي (أمين مكتبة في هوليوود)، فإن أمناء المكتبة في العالم كثيرًا ما يكونون بصورة المعتدل، الخجول، غير جازم في الطبيعة. وبعد فهرسة مئات المظاهر في أمناء المكتبة في الفيلم وجد أنه «كلما قصر المرجع في الفيلم إلى أمين المكتبة، كانت الصورة النمطيّة أسوأ».
وقد تأسست الصورة النمطية لأُمناء المكتبة كالمثقفين والعوانس خلال الخمسينيات من القرن التاسع عشر. ولهذا فإن أمينات المكتبات في الأفلام عادةً ما يكنّ غير متزوجات وكبيرات بالسن وانطوائيات. وهنّ غالباً ما يكنّ شابات وقد يكنّ جذابات ولكن يلبسن برتابة ومكبوتات جنسياً. «القدر أسوأ من الموت» هي وجهة نظر أمناء المكتبات، وتجدها واضحة خاصة في الأفلام مثل (إنها حياة رائعة) وفيلم (رجل الموسيقى).
ويظهر أمناء المكتبات الذكور في الأفلام: متسامحون، وأذكياء، وخجولون، ولديهم أدوار أقلّ وأدنى.
يناقش فيلم (سيدل) الوثائقي صوراً نمطية، على سبيل المثال:
- كشف المصير البائس البديل لـ (ماري هاتش بيلي) -لعبت دورها دونا ريد- في فيلم إنها (حياة رائعة) عام (1946): امرأة كبيرة في السن، لم يسبق لها الزواج أبداً، وعلى وشك أن تغلق المكتبة.
- أمين المكتبة الفظ وغير المفيد (جون روثمان) في فيلم (اختيار صوفي) عام (1982)، الذي يصرخ على (صوفي زاويستوسكي) -ميريل ستريب-: «هل تريدين مني أن أرسم لك خريطة؟»

بالمقارنة مع شخصيات معقدة أكثر مثل:
- أمينة المكتبة (باني واتسون) -لعبت دورها كاثرين هيبورن- التي تعلم (ريتشارد سومنر) -لعب دوره سبنسر تراسي- بضعة أشياء عن طرق البحث الحديثة في فيلم (طقم مكتب) (1957).
- الجدة (ماريان) أمينة المكتبة (شيرلي جونز) في فيلم (رجل الموسيقى).

أمناء المكتبة عادةً هم أشخاص عاديون وقعوا في ظروف بدلاً من أن يكونوا أبطالاً، وبالمثل فهم نادراً ما يكونون خسيسين، بالرغم من أنهم قد يكون لديهم عيوب مثل العنصرية في فيلمي (وداعاً وكولومبوس).
لوحظ ظهور أمناء المكتبات في أفلام أخرى مثل:
- (ماري) -قامت بدورها باركر بوسي- في فيلم (فتاة الحفلات) (1995)، والتي تفكر «أريد أن أكون أمينة مكتبة». في استثناء ملحوظ من الصورة النمطية لشخصية أمين المكتبة المتزمتة.
- (أليسيا هال) – قامت بدورها بيتي ديفيز- أمينة مكتبة في مدينة صغيرة تصادق الشاب (فريدي سلاتر) -قام بدوره كيفين كافلين-، لكنها تُنبذ لأنها رفضت إزالة كتاب عن الشيوعية من المكتبة العامة أثناء ذروة الخوف الأحمر.
- في فيلم مركز (العاصفة) (1956)، هذا الفيلم أستلهم من طرد حقيقي لـ (روث براون) أمين مكتبة في بارتلزفيل، أوكلاهوما.
- في فيلم (اثنان فقط يمكن أن يلعبا) يلعب (بيتر سيلرز) دور أمين مكتبة وناقد دراما من (ويلز) حيث يتقاضى أجراً زهيدا وهو محبط مهنياً، تتأرجح مشاعر حبه بين الفاتنة (ليز) وزوجته الصبورة (جين).

## التلفاز
تصوير أمناء المكتبات على الشاشة الصغيرة اتّبع نفس الصورة الخاطئة كما وُجدت في الصور المتحركة. على سبيل المثال في معظم مسلسلات الرسوم المتحركة الكرتونية (بايبي لوني تيونز أو راجراتس) أمين المكتبة عادة يظهر كشخص يُسكت الشخصيات الرئيسية خصوصاً الأطفال صغار السن حينما يكونون في المكتبة. والبعض يمنع الشخصيات من الدخول للمكتبة بسبب إصدارهم للأصوات المزعجة والغريبة.
المسلسل التلفزيوني (بافي قاتلة مصاصي الدماء) يعرض شخصية (روبرت جايلز) كأمين مكتبة في مدرسة سوندل العُليا ومُرشد للشخصية الرئيسية (بافي)، في بداية المسلسل (جايلز) تم تصويره بالصورة الخاطئة، يرتدي ملابس ونظارات قديمة، ذكي وواسع الإطلاع على الرغم من عدم إعجابه بالحاسوب، وقلق بشكل واضح من الأنظمة القادمة، في تطور أحداث المسلسل أُعطت الشخصية الفرصة في تطوير هذه الشخصية النمطية كما فهمنا أن (جايلز) كان مُتمرداً ومراهقاً وغاضباً، كان جُزئياً مسئولاً عن موت صديق بعد خوضهما تجربة السحر الأسود، أيضاً صُوّر على أنه مؤهل لاستخدام الأسلحة وقتال الأيدي، وفي عزف الجيتار والغناء. على الرغم من أن (جايلز) لم يظهر في علاقة طويلة الأمد على الشاشة ولم يتزوج، لكن ظهرت لحظات مُختصرة من الرومانسية، وشخصيات أخرى في المسلسل أقرت بأنه رجل جذّأب، مما فنّد الصورة النمطية لأمين المكتبة على الأقل.
في إنشاء المسلسل الأسترالي (أمناء المكتبات). المنتج والكاتب (واين هوب) و (روبين باتلر) قاما باستشارة أمناء مكتبات حقيقين للبحث. وأيضا قاما بأخذ نصائحهم في تجنب الشاوشنج، وعليهم تجسيد شخصية أمين مكتبة.

## في الموسيقى
في عام (2003) أصدرت (توري آموس) ألبوم مختارات لأغاني قديمة سُمي حكايات أمين مكتبة.

## في الكمبيوتر وألعاب الفيديو
توجد العديد من الشخصيات في مجال الترفية التفاعلي مرتبطة بالمكتبة، وكثيراً ما تصوَّر هذه الشخصيات كمرشدين أو مزودين للمعلومات التي تساعد المستخدم في التقدم باللعبة.

## في الألعاب والهوايات
في عام (2003) أصدر (أرتشي ماكفي) مُجسماً صغيراً يمثل أمينة مكتبة (سياتل) العامة (نانسي بيرل) مُرتدية حُلة رسمية ونظارات. أثار هذا المجسم الجدل بسبب وجود زر تشغيل لجعلها تصدر حركة تطلب السكوت. واجه العديد من أُمناء المكتبات هذا الأمر بروح رياضية في حين رأى آخرون أنها إثبات للصورة النمطية السلبية.